# The Newlyweds
The Newlyweds (« Les Jeunes mariés ») est une série de bande dessinée humoristique créée par l'Américain George McManus et publiée sous forme de comic strip dans l'édition dominicale du New York World à partir du 10 avril 1904.
Consacrée aux débuts de la vie de famille, cette série raconte la vie d'un couple bourgeois d'élégants jeunes mariés dont le nom n'est jamais dévoilé : une belle femme hautaine et son époux laid mais affable. En 1907, McManus leur adjoint un bébé passant le plus clair de son temps à faire des caprices, surnommé « Snookums ». 
Lorsqu'à l'été 1912 McManus quitte le quotidien pour les publications du groupe Hearst, il reprend les personnages des Newlyweds dans la série Their Only Child, diffusée par le King Features Syndicate de 1er septembre 1912 au 30 janvier 1916, date à laquelle il se consacre uniquement à La Famille Illico. Quant à la série The Newlyweds, elle est poursuivie par Albert George Carmichael jusqu'en 1916 et fait l'objet de dix adaptions animées par Émile Cohl entre janvier et juillet 1913.
En 1941, McManus reprend une troisième fois cette série sous le nom Snookums comme topper de La Famille Illico. Après son décès en 1954, Frank Fletcher lui succède jusqu'en la fin du strip, en décembre 1956.